# Språkliga vändningen
Den språkliga vändningen (engelska: the linguistic turn) är en idéhistorisk händelse i det filosofiska tänkandet, som sker under 1900-talet då språket får en särställning inom filosofin. Vändningen innebär att man börjar se tanken som nödvändigt uttryckt i språket. De två grunderna till vändningen var dels hotet från psykologismen, dels upplevelsen av språkets immanens.

## Hotet från psykologismen
Med naturvetenskapens snabba framgångar växte även tron på att vetenskapen, kontakterna och intresset för andra kulturer ökade drastiskt. När den jämförande språkforskningen kom igång var det iögonfallande hur olika, inte hur lika, olika språk och kulturer var, så tanken om språket som härstammande ur den gemensamma mänskliga naturen tedde sig alltmer orimlig och en oro över språkets relativitet växte fram. Hotet från psykologismen blev en påtaglighet; psykologismen menar att ords innebörd och mening är något psykologiskt (det vill säga något mentalt som exempelvis en idé). Denna tanke blir ett hot mot språkets objektivitet; hur vet vi att samma ord väcker samma idéer när vi kommunicerar med en annan människa? De psykologiska processerna kanske är helt annorlunda hos den andre och detta innebär ett hot mot inte bara hela det vetenskapliga projektet utan mot all kommunikation. För om orden inte kan vara objektiva hur kan då vetenskapen vara det och hur kan vi över huvud taget förstå varandra? Psykologismen utgör alltså ett hot mot kommunikation och objektivitet. 
Den lingvistiska vändningen innebar att bryta med förståelsen av språket som något mentalt, vilket exempelvis René Descartes och John Locke menade, och ersätta det med en syn på språket som något gemensamt. Av denna anledning blir meningsteorin viktig; den svarar på frågan om hur kommunikation är möjlig.  

## Upplevelsen av språkets immanens
Förutom hotet från psykologismen var upplevelsen av språkets immanens nödvändig för den lingvistiska vändningen. Språkets immanens, att språket inte kan överskridas, är en tanke som väcks av bland andra Condillac som menade att alla språkliga funktioner redan är av språklig karaktär, en tanke som även uttrycks av Herder i Verstand und Erfarung: "Den mänskliga själen tänker med ord ... den uttrycker sig inte bara därigenom, utan identifierar sig själv och ordnar sina tankar genom språket." Språkets immanens är alltså en känsla av att vi inte kan gå ur språket, att språket är något nödvändigt för vårt tänkande. Eftersom det inte finns något sätt att ställa sig utanför språket (vilket gör det i mångt och mycket till en metafysisk upplevelse) blir "det filosofiska studiet av språket inte bara en del av filosofin, utan grunden för hela det filosofiska projektet", som Michael Dummett uttrycker det.
Den lingvistiska vändningen genomfördes på allvar när det psykologistiska hotet kombinerades med känslan av språkets immanens; tänkare som Gottlob Frege, Bertrand Russell och Ludwig Wittgenstein förde projektet vidare in i analytisk filosofi medan framförallt Ferdinand de Saussure och Martin Heidegger förde idén vidare inom kontinental filosofi.
Begreppet "the linguistic turn" i sig myntades av Gustav Bergmann och har diskuterats av filosofer som Richard Rorty, Julia Kristeva, Jacques Derrida och den svenske filosofen Sören Stenlund.